# Шил, Мэтью Фипс
Мэ́тью Фипс Шил (англ. Matthew Phipps Shiel; 21 июля 1865, Монтсеррат, Британские Антильские острова — 17 февраля 1947, Чичестер, Англия) — британский писатель, работавший в жанрах литературы мистического ужаса, раннего фэнтези и научной фантастики.

## Биография
Мэтью Фипс Шилл родился 21 июля 1865 года на острове Монтсеррат, заморском владении Великобритании; его родители, вероятнее всего, были мулатами или квартеронами. Он начал писать рассказы в возрасте одиннадцати лет. Шил получил образование в колледже Харрисон на острове Барбадос, а в 1885 году отправился из Вест-Индии в Англию, где учился в Королевском колледже. Переехав в Англию, он сократил свою фамилию, убрав из неё вторую букву l, и некоторое время работал школьным учителем, а также делал переводы на заказ. Несколько ранних рассказов Шила были опубликованы в Strand Magazine.
В 1895 году вышла в свет первая книжная публикация Шила, сборник рассказов «Князь Залесский». За ней последовали сборник «Образы в огне» и остросюжетный приключенческий роман «Сапфир раджи», основанный на сюжете Уильяма Стида (оба 1896), получившие одобрительные отзывы критиков. Позднее писатель занялся созданием популярных историй с продолжением, основанных на актуальных политических событиях своего времени и ставших основой книг «Жёлтая опасность» — самого успешного романа Шила — и «Контрабанда войны». В период с 1895 по 1937 годы Мэтью Фипс Шил опубликовал около 25 романов, пять сборников рассказов, поэму и несколько пьес, однако наибольшую известность ему принёс роман «Фиолетовое облако» (англ. The Purple Cloud), работу над котором он завершил в 1901 году. Среди других значительных произведений этого периода — роман «Владыка моря» (англ. The Lord of the Sea, 1901). На протяжении 1902 года публиковался по частям роман «В водовороте любви» (англ. In Love’s Whirlpool), в котором Шил, отвергший христианство в ранней юности, представил своё видение религиозной морали.
Шил женился на Каролине Гарсия Гомес в 1898 году, у супругов родилась дочь; однако из-за материальных трудностей брак дал трещину, и в 1903 году Шилы развелись. Чтобы поправить своё положение, писатель был вынужден долгое время сотрудничать с журналистом Луисом Трэйси, вместе с которым они публиковали не обладавшие большими художественными достоинствами, но хорошо продававшиеся романы вплоть до 1911 года. Пытаясь поддержать интерес публики к своим книгам, Шил вновь обратился к современной тематике и выпустил ещё три романа — «Жёлтая волна» (англ. The Yellow Wave, 1905), «Последнее чудо» (англ. The Last Miracle, 1906) и «Дракон» (англ. The Dragon, 1913), однако они не получили успеха.
В 1914 году разразился скандал, связанный с обвинением Шила в растлении двенадцатилетней дочери его тогдашней сожительницы (писатель был весьма неразборчив в связях, прижил несколько внебрачных детей от разных женщин и, возможно, был близок не только с девочкой, но и с её тётками). Он не признал себя виновным и провёл шестнадцать месяцев в тюрьме, занимаясь тяжёлыми исправительными работами. Некоторые современные исследователи творчества Шила утверждают, что в его произведениях можно обнаружить доказательства его склонности к несовершеннолетним девочкам, образы которых (порой романтизированные и сексуализированные) часто встречаются в его романах.
После освобождения из заключения Шил писал мало, в основном создавая пьесы и агитационные тексты для Социалистической Рабочей партии, которой сочувствовал. В 1919 году он женился вторично, этот брак распался примерно через десять лет. С 1923 года Шил постепенно вернулся к писательству, но после 1937 не публиковал новых произведений, выпуская лишь переиздания. В поздние годы его неприязнь к религии сменилась активным антихристианством, и он некоторое время работал над критическими комментариями к евангелиям. На старости лет Шил не оставил своего давнего увлечения йогой и сохранял крепкое здоровье, совершая длительные пешие прогулки. Писатель умер 17 февраля 1947 года в больнице Чичестера.

## Творчество, критика, влияние
Как отмечает Брайан Стэблфорд, проза Шила отличается рядом стилистических особенностей. Для неё характерны словесное разнообразие, цветистость, подчёркнутая усложнённость синтаксиса, музыкальность.
Творчество Шила достаточно высоко ценил Говард Лавкрафт, открывший его для себя в 1923 году и отметивший ряд произведений писателя в своей работе «Сверхъестественный ужас в литературе». Лавкрафт назвал его рассказ «Кселуча» (англ. Xélucha) «на редкость жутким сочинением», а новеллу «Дом звуков» (англ. The House of Sounds), повествующую о зловещей башне, построенной мертвецом на необитаемом острове у берегов Норвегии, — «бесспорным шедевром», в котором заметно влияние Эдгара По. Менее удачным, однако неплохо написанным он счёл роман Шила «Фиолетовое облако» — одно из первых научно-фантастических произведений в жанре постапокалипсиса.

Мистер Шил с поразительной силой описывает проклятие, явившееся из арктической стужи, чтобы погубить человечество, и со временем оставившее на планете всего одного жителя. Чувства этого единственного выжившего, когда он понимает, в каком положении оказался, и его скитания в качестве хозяина планеты по заполненным трупами и никому не нужными сокровищами городам переданы с искусством, которому всего чуть-чуть недостаёт до настоящего величия.
— Г. Ф. Лавкрафт, «Сверхъестественный ужас в литературе»
«Фиолетовое облако» во многом заложило основу субжанра постапокалиптической фантастики. Причиной вымирания человечества в романе становится планетарная катастрофа (огромное облако ядовитого газа), общим местом подобных произведений стал и мотив последнего выжившего, и эпизод его последующей встречи с другими уцелевшими. По мотивам этой книги снят американский фильм «Мир, плоть и дьявол» 1959 года, а Стивен Кинг признался, что «Фиолетовое облако» было для него одним из источников вдохновения во время создания романа «Противостояние». Другие произведения писателя оказали воздействие на последующее развитие жанра научной фантастики. Вычурный стиль, характерный для Шила, отчасти перенял Томас Лиготти.
Персонажи романов Шила нередко высказывали необычные для своего времени или даже провокационные идеи, существенная часть которых может быть обнаружена в посмертном сборнике эссе писателя. Среди этих идей — антиклерикализм, одобрение евгеники и социал-дарвинизма, элементы антисемитизма. Взгляды Шила, идеализировавшего индивидуализм и считавшего, что христианство с его культом мученичества отжило своё, отчасти перекликаются с теориями Ницше. В то же время в его прозе встречаются и многочисленные религиозные аллюзии.

## «Королевство Редонда»
Отец писателя, Мэтью Дауди Шилл, около 1865 года в шутку объявил себя королём крошечного необитаемого островка Редонда, расположенного неподалёку от Монтсеррата. В 1880 году он якобы «короновал» сына, препоручив ему «бразды правления» (несмотря на то, что Британия официально присвоила Редонду в 1872 году).
Шил, судя по всему, не придавал своему «титулу» большого значения, но придумал целую легенду, связанную с ним, чтобы привлечь внимание к переизданию своих сочинений в 1929 году. Так или иначе, Джон Госворт, литературный агент писателя, воспринял эту историю всерьёз. Умирая, Шил провозгласил Госворта своим «наследником», и тот начал с энтузиазмом играть эту роль, приняв «тронное имя» Хуан I. Виртуальное государство Редонда существует до сих пор.

## Избранная библиография

### Романы
- Сапфир раджи (1896)
- Жёлтая опасность (1898)
- Контрабанда войны (1899)
- Владыка моря (1901)
- Пурпурное облако[англ.] (1901)
- В водовороте любви (1902)
- Зло, творимое людьми (1904)
- Жёлтая волна (1905)
- Последнее чудо (1906)
- Остров обманов (1909)
- Дракон (1913)
- Дети ветра (1923)
- Секрет доктора Красински (1929)
- Чёрный ящик (1930)
- То, что над всем (1933)
- Молодые приходят! (1937)

### Сборники рассказов
- Князь Залесский (1895)
- Образы в огне (1896)
- Бледная обезьяна и другие наброски (1911)
- И приходит женщина (1928)
- Незримые голоса (1935)

### Издания на русском языке
- Шил М. П. С. С. // Сто один год развлечений: Выпуск 1. — Элиста: Джангар, 1990. — С. 57—72. — 112 с. — ISBN 5-85048-002-1.
- Шил М. Ф. Кровь Орвенов // Не только Холмс: Детектив времен Конан Дойла. — М.: Иностранка, 2009. — С. 201—222. — 576 с. — ISBN 978-5-389-00412-2.

### Исследования
- Douglas Allen Anderson. H.P. Lovecraft’s favorite weird tales. — Cold Spring Press, 2005. — 391 p. — ISBN 9781593600563.
- Maria Cristina Fumagalli. Caribbean Perspectives on Modernity: Returning Medusa’s Gaze. — University of Virginia Press, 2009. — 198 p. — ISBN 9780813928579.
- Kristen McLeod. M. P. Shiel and the Love of Pubescent Girls: The Other “Love That Dare Not Speak Its Name” (англ.) // English Literature in Transition 1880—1920. — 2008. — Iss. 4. — P. 355—380.
- Brian Stableford. Algebraic Fantasies and Realistic Romances: More Masters of Science Fiction. — Wildside Press, 1995. — 128 p. — ISBN 9780893702830.
- Brian Stableford. Jaunting on the Scoriac Tempests and Other Essays on Fantastic Literature. — Wildside Press, 2009. — 222 p. — ISBN 10:1434403386.
- Говард Лавкрафт. Сверхъестественный ужас в литературе // Говард Лавкрафт. Хребты Безумия. — М.: АСТ, 2005. — С. 646—731. — ISBN 5-17-026082-2.